# Nieuil-l'Espoir
Nieuil-l'Espoir és un municipi francès situat al departament de la Viena i a la regió de la Nova Aquitània. L'any 2007 tenia 2.220 habitants.

## Demografia

### Població
El 2007 la població de fet de Nieuil-l'Espoir era de 2.220 persones. Hi havia 796 famílies de les quals 152 eren unipersonals (52 homes vivint sols i 100 dones vivint soles), 260 parelles sense fills, 340 parelles amb fills i 44 famílies monoparentals amb fills.
La població ha evolucionat segons el següent gràfic:
Habitants censats

### Habitatges
El 2007 hi havia 856 habitatges, 805 eren l'habitatge principal de la família, 10 eren segones residències i 41 estaven desocupats. 822 eren cases i 32 eren apartaments. Dels 805 habitatges principals, 632 estaven ocupats pels seus propietaris, 168 estaven llogats i ocupats pels llogaters i 5 estaven cedits a títol gratuït; 5 tenien una cambra, 20 en tenien dues, 74 en tenien tres, 245 en tenien quatre i 461 en tenien cinc o més. 677 habitatges disposaven pel capbaix d'una plaça de pàrquing. A 264 habitatges hi havia un automòbil i a 501 n'hi havia dos o més.

### Piràmide de població
La piràmide de població per edats i sexe el 2009 era:
| Homes | Edats   | Dones |
| ----- | ------- | ----- |
| 8     | 95 o +  | 8     |
| 0     | 90 a 94 | 8     |
| 4     | 85 a 89 | 44    |
| 0     | 80 a 84 | 12    |
| 36    | 75 a 79 | 36    |
| 28    | 70 a 74 | 28    |
| 52    | 65 a 69 | 44    |
| 40    | 60 a 64 | 48    |
| 52    | 55 a 59 | 52    |
| 44    | 50 a 54 | 60    |
| 56    | 45 a 49 | 56    |
| 60    | 40 a 44 | 56    |
| 112   | 35 a 39 | 76    |
| 72    | 30 a 34 | 112   |
| 72    | 25 a 29 | 44    |
| 44    | 20 a 24 | 52    |
| 56    | 15 a 19 | 60    |
| 60    | 10 a 14 | 72    |
| 76    | 5 a 9   | 80    |
| 64    | 0 a 4   | 64    |

## Economia
El 2007 la població en edat de treballar era de 1.422 persones, 1.118 eren actives i 304 eren inactives. De les 1.118 persones actives 1.072 estaven ocupades (544 homes i 528 dones) i 46 estaven aturades (21 homes i 25 dones). De les 304 persones inactives 116 estaven jubilades, 112 estaven estudiant i 76 estaven classificades com a «altres inactius».

### Ingressos
El 2009 a Nieuil-l'Espoir hi havia 855 unitats fiscals que integraven 2.230 persones, la mediana anual d'ingressos fiscals per persona era de 20.154,5 €.

### Activitats econòmiques
Dels 70  establiments que hi havia el 2007, 2 eren d'empreses extractives, 2 d'empreses alimentàries, 3 d'empreses de fabricació d'altres productes industrials, 15 d'empreses de construcció, 11 d'empreses de comerç i reparació d'automòbils, 2 d'empreses de transport, 4 d'empreses d'hostatgeria i restauració, 4 d'empreses d'informació i comunicació, 5 d'empreses financeres, 2 d'empreses immobiliàries, 4 d'empreses de serveis, 11 d'entitats de l'administració pública i 5 d'empreses classificades com a «altres activitats de serveis».
Dels 22 establiments de servei als particulars que hi havia el 2009, 1 era una oficina de correu, 1 una oficina bancària, 2 tallers de reparació d'automòbils i de material agrícola, 2 paletes, 4 guixaires pintors, 3 fusteries, 3 lampisteries, 3 perruqueries, 2 restaurants i 1 saló de bellesa.
Dels 5 establiments comercials que hi havia el 2009, 1 era una botiga de més de 120 m², 2 fleques, 1 una carnisseria i 1 una llibreria.
L'any 2000 a Nieuil-l'Espoir hi havia 23 explotacions agrícoles que ocupaven un total de 924 hectàrees.

## Equipaments sanitaris i escolars
El 2009 hi havia 1 hospital de tractaments de mitja durada (seguiment i rehabilitació), 1 psiquiàtric, 1 farmàcia i 2 ambulàncies.
El 2009 hi havia 1 escola maternal i 1 escola elemental.

## Poblacions més properes
El següent diagrama mostra les poblacions més properes.